# Hypochaeris saldensis
Hypochaeris saldensis là một loài thực vật có hoa trong họ Cúc. Loài này được Batt. mô tả khoa học đầu tiên năm 1912.